# 皮金 (密歇根州)
皮金（英語：Pigeon）是位於美國密歇根州休倫縣溫莎鎮區的一個村。

## 人口
根據2020年美國人口普查的數據，皮金的面積為2.06平方千米，當中陸地面積為2.06平方千米，而水域面積為0.00平方千米。當地共有人口1222人，而人口密度為每平方千米593人。